# دیوان حافظ (تصحیح جلالی نائینی و نورانی وصال)
دیوان حافظ به‌اهتمام محمدرضا جلالی نائینی و عبدالوهاب نورانی وصال یکی از تصحیح‌های برتر دیوان حافظ است که در سال ۱۳۷۳ منتشر شد.